# تارت تاتین
تارت تاتین (انگلیسی: Tarte Tatin) هم نام با خواهران تاتین که آن را اختراع کردند و در هتل خود به عنوان غذای خاص آن سرو کردند، نوعی شیرینی است که در آن میوه (معمولاً سیب) در کره و شکر قبل از پختن تارت کاراملی می‌شود. منشأ آن در فرانسه است، اما در طول سال‌ها به کشورهای دیگر گسترش یافته‌است.